# Giuseppe De Monte
Giuseppe De Monte (Ragogna, 16 novembre 1923 – Villanova di San Daniele del Friuli, 29 aprile 1945) è stato un militare e partigiano italiano, medaglia d'oro al valor militare.

## Biografia
Arruolatosi volontario viene inquadrato a Firenze come aspirante motorista nel 7° Autieri, l'8 settembre si trovava a Formia, ritornato in Friuli, si unisce ad una formazione partigiana. Dopo aver dimostrato coraggio e spirito di iniziativa gli viene affidato il comando del battaglione "Gemona" inquadrato nella 3ª Brigata Osoppo "Friuli".
Nei diciannove mesi di battaglie aveva combattuto sulle rive del Tagliamento e lungo la rotabile Udine-Spilimbergo, tanto che nel luglio del 1944, il suo valore era stato premiato nel luglio del 1944 con un encomio solenne da parte del comando della Osoppo "Friuli" e il capo della missione alleata presente nella zona lo aveva proposto per una medaglia d'argento.
Il 29 aprile 1945 nel tentativo di fermare le violenze di una colonna di nazisti in ritirata viene ucciso.

## Onorificenze
Sergente - 7º reggimento autieri - Partigiano combattente, 

### Riconoscimenti
Ragogna, San Daniele del Friuli [Udine], Udine e Valeggio sul Mincio [Verona] gli hanno intitolato una via